# San Francesco/Volgi lo sguardo a me
San Francesco / Volgi lo sguardo a me è il secondo singolo su 7" di Angel and the Brains pubblicato nel 1966 dalla Ariel.

## Tracce
Lato A
1. San Francesco

Lato B
1. Volgi lo sguardo a me

## Credits
- Scritto da: Marcello Moroni